# Mistrzostwa AFF w piłce nożnej kobiet
Mistrzostwa AFF w piłce nożnej kobiet (ang. AFF Women's Championship) – turniej piłkarski w Azji Południowo-Wschodniej organizowany przez AFF. Drużyny biorące udział w turnieju to Brunei, Filipiny, Indonezja, Kambodża, Laos, Malediwy, Malezja, Mjanma, Singapur, Tajlandia, Timor Wschodni i Wietnam. Po przejściu w 2006 do AFC do rozgrywek przystąpiła Australia.

## Historia
Zapoczątkowany został w 2004 roku przez AFF jako Mistrzostwa kobiet AFF, jednak pierwszy oficjalny turniej został organizowany w 2006 roku. W turnieju 2004 uczestniczyły reprezentacje Filipin, Indonezji, Malediwów, Mjanmy, Singapuru, Tajlandii i dwie drużyny Wietnamu. Rozgrywki zostały rozegrane na stadionach Wietnamu. 8 drużyn najpierw zostały rozbite na dwie grupy, a potem czwórka najlepszych zespołów systemem pucharowym wyłoniła mistrza. Pierwszy nieoficjalny turniej wygrała reprezentacja Mjanmy.

## Finały
| 2004 Szczegóły | Wietnam   | Mjanma    | 2:2 po dogr. karne 4:2 | Wietnam B       | Wietnam   | 4:1           | Indonezja | 8  |
| 2006 Szczegóły | Wietnam   | Wietnam   | format ligowy          | Chińskie Tajpej | Tajlandia | format ligowy | Mjanma    | 4  |
| 2007 Szczegóły | Mjanma    | Mjanma    | 1:1 po dogr. karne 4:1 | Tajlandia       | Wietnam   | 6:0           | Malezja   | 8  |
| 2008 Szczegóły | Wietnam   | Australia | 1:0                    | Wietnam         | Tajlandia | 3:0           | Mjanma    | 9  |
| 2011 Szczegóły | Laos      | Tajlandia | 3:0                    | Mjanma          | Wietnam   | 6:0           | Laos      | 8  |
| 2012 Szczegóły | Wietnam   | Wietnam   | 0:0 po dogr. karne 4:3 | Mjanma          | Tajlandia | 14:1          | Laos      | 7  |
| 2013 Szczegóły | Mjanma    | Japonia   | 1:1 po dogr. karne 5:3 | Australia       | Wietnam   | 3:1           | Mjanma    | 10 |
| 2015 Szczegóły | Wietnam   | Tajlandia | 3:2                    | Mjanma          | Australia | 4:3           | Wietnam   | 8  |
| 2016 Szczegóły | Mjanma    | Tajlandia | 1:1 po dogr. karne 6:5 | Wietnam         | Mjanma    | 1:0           | Australia | 8  |
| 2018 Szczegóły | Indonezja | Tajlandia | 3:2                    | Australia       | Wietnam   | 3:0           | Mjanma    | 10 |
| 2019 Szczegóły | Tajlandia | Wietnam   | 1 - 0                  | Tajlandia       | Mjanma    | 3:0           | Filipiny  | 9  |
| 2022 Szczegóły | Filipiny  | Filipiny  | 3:0                    | Tajlandia       | Mjanma    | 4:3           | Wietnam   | 11 |

## Statystyki
| Lp. | Drużyna         | Mistrz | Wicemistrz | Lata triumfów          |
| --- | --------------- | ------ | ---------- | ---------------------- |
| 1.  | Tajlandia       | 4      | 3          | 2011, 2015, 2016, 2018 |
| 2.  | Wietnam         | 3      | 3          | 2006*, 2012*, 2019     |
| 3.  | Mjanma          | 2      | 3          | 2004, 2007*            |
| 4.  | Australia       | 1      | 2          | 2008                   |
| 5.  | Japonia         | 1      | 0          | 2013                   |
| 6.  | Filipiny        | 1      | 0          | 2022*                  |
| 7.  | Chińskie Tajpej | 0      | 1          |                        |

* = jako gospodarz.